# Hadromophryne natalensis
Genre
Espèce
Synonymes
- Heleophryne natalensis Hewitt, 1913
- Heleophryne sylvestris Hewitt, 1926

Statut de conservation UICN

 LC  : Préoccupation mineure
Hadromophryne natalensis, unique représentant du genre Hadromophryne, est une espèce d'amphibiens de la famille des Heleophrynidae.

## Répartition
Cette espèce se rencontre en Afrique du Sud dans les provinces du KwaZulu-Natal, de l'État-Libre, du Mpumalanga, du Cap-Oriental, du Limpopo et du Gauteng, au Swaziland et au Lesotho dans la chaîne des Drakensberg et les monts Maluti entre 580 et 2 675 m d'altitude,.

## Description
L'holotype de Hadromophryne natalensis mesure 32 mm mais, s'agissant d'un juvénile, l'espèce pourrait être plus grande.

## Étymologie
Son nom d'espèce, composé de natal et du suffixe latin -ensis, « qui vit dans, qui habite », lui a été donné en référence au lieu de sa découverte, le Natal, actuellement nommé KwaZulu-Natal.

## Publications originales
- Hewitt, 1913 : Description of Heleophryne natalensis, a new batrachian from Natal; and notes on several South African batrachians and reptiles. Annals of the Natal Museum, vol. 2, no 4, p. 475-484 (texte intégral).
- Van Dijk, 2008 : Clades in Heleophrynid Salientia : short communication. African Journal of Herpetology, vol. 57, no 1, p. 43-48.